# 엄마 찾아 삼천리
틀:민화
《엄마 찾아 3000리》(일본어: 母をたずねて三千里 하하오타즈네테산젠리[*], 영어: 3000 Leagues in Search of Mother)는 닛폰애니메이션 세계명작극장 시리즈 "플랜더스의 개"의 후속작의 일환으로 제작된 일본의 TV시리즈 애니메이션이다. 이탈리아의 아동 문학 작가 에드몬도 데 아미치스의 《사랑의 학교》에 실려 있는 단편 〈아펜니노 산맥에서 안데스 산맥까지〉를 토대로 제작되었다. 후지 TV를 통해 1976년 1월 4일에 방영이 시작되어 동년 12월 26일에 전 52화로 종영하였고, 당시 시청률 30% 이상을 기록하였다. 1982년 KBS에서 방영했다. 1999년 4월 3일에 극장용 애니메이션 영화 《극장판 MARCO 엄마 찾아 30000리》가 일본에서 개봉하였다. 대한민국에서는 피노키오에 이어 1976년 6월 21일부터 11월 1일까지 (뒤이어 신밧드의 모험) 매주 월요일, 플란더즈의 개에 이어 11월 12일부터 1977년 8월 5일까지 (뒤이어 이상한 나라의 삐삐) 매주 금요일 저녁 6시 동양방송에서, KBS에서 한국어 더빙으로 방영하였고, EBS에서 2008년 12월 22일부터 2009년 4월 20일까지 방영하였다. 방영시에 리의 길이가 한일간에 10배 차이가 난다는 이유로(일본은 도요토미 히데요시 집권 이후, 10리를 1리로 환산하게 되었다. )《엄마 찾아 30000리》로 개명되었다. 극장판 영화의 경우 2002년에 DVD로 출시되었으며, 2003년에 주한 일본대사관 공보문화원이 개최한 "일본 명작 애니메이션 DVD 상영회"를 통해 상영되었다. 이후 ㈜얼리버드픽쳐스가 수입하여 케이블 TV를 통해 한국어 더빙으로 방영되었다.

## 줄거리
이탈리아의 항구도시 제노바에 살고있는 마르코가 아르헨티나의 바이아블랑카로 일을 하러 떠난 자신의 어머니에게 찾아간다는 내용이다. 현재의 아르헨티나는 개발도상국이지만 당시의 아르헨티나는 신흥 강국이었다.

### 방송 일시
| 방송채널 | 방송 기간                   | 방송 시간            | 비고 |
| -------- | --------------------------- | -------------------- | ---- |
| 후지 TV  | 1976년 10월 4일 ~ 12월 26일 | 일요일 저녁 7시 30분 | 종료 |

### 등장인물
- 마르코 로시
- 안나 로시
- 토니오 로시
- 피에트로 로시
- 페피노
- 콘체타 페피노
- 피오리나 페피노
- 줄리에타 페피노
- 에밀리오
- 지나 크리스티
- 루키노
- 지로티
- 롬바르디니
- 록키
- 파블로
- 후아나
- 라몬 메키네츠
- 크리스티나 메키네츠

### 대원방송판(애니원/애니박스)
- 양정화 - 마르코 로시
- 장미 - 안나 로시, 파블로
- 서반석 - 토니오 로시
- 이장원 - 페피노, 피에트로 로시
- 장예나 - 콘체타 페피노, 지나 크리스티
- 강은애 - 피오리나 페피노
- 이다은 - 줄리에타 페피노, 카타리나, 크리스티나 메키네츠
- 김보나 - 에밀리오
- 박성영 - 루키노, 지로티, 라몬 메키네츠
- 이창민 - 카를로, 롬바르디니, 에르난도
- 윤은서 - 레나타, 후아나
- 김민주 - 록키, 모레티

### EBS판
- 손정아 - 마르코 로시
- 홍희숙 - 안나 로시
- 정재헌 - 토니오 로시
- 엄상현 - 피에트로 로시
- 이인성 - 페피노
- 이소영 - 콘체타 페피노, 에밀리오
- 박선영 - 피오리나 페피노, 파블로, 크리스티나 메키네츠
- 홍희숙 - 줄리에타 페피노
- 전태열 - 지로티, 라몬 메키네츠
- 정미라 - 지나 크리스티

## 주제가
- 오프닝 테마
《들판을 달리는 마르코》
노래：김보나
- 엔딩 테마
《안녕 엄마》
노래：강은애